# Augustin Diamacoune Senghor
Pour les articles homonymes, voir Senghor.
Ne doit pas être confondu avec Augustin Senghor.
L'abbé Augustin Diamacoune Senghor est un dirigeant indépendantiste de la Casamance, né le 4 avril 1928 à Senghalène, à 40 km à l'ouest de Ziguinchor (Sénégal) et mort à l'hôpital militaire du Val-de-Grâce à Paris 5e le 14 janvier 2007. Son père, Mathieu Diamacoune Senghor (un Sérère) était un des membres fondateurs et militants actifs du Bloc démocratique sénégalais (BDS) du président Senghor. Sa mère, Marthe Badiate est une Diola,. 

## Biographie
Ordonné prêtre en 1956, il est directeur du séminaire moyen Notre-Dame de Ziguinchor de 1972 à 1975, et enseigne la littérature africaine et l'éducation civique au collège Saint-Charles Lwanga. 
Augustin Diamacoune Senghor a dirigé le Mouvement des forces démocratiques de Casamance (MFDC) de décembre 1982, date du déclenchement de la lutte de ce mouvement pour l'indépendance de la Casamance, jusqu’à sa mort après en avoir été temporairement exclu en 2001.
Il a été emprisonné à deux reprises entre 1982 et 1987 et entre 1990 et 1991 pour ses activités politiques.
C'est lui qui a signé au nom du Mouvement des forces démocratiques de Casamance (MFDC) tous les accords de  paix avec le pouvoir central de Dakar dont l’accord du 30 décembre 2004 avec le président sénégalais Abdoulaye Wade, par l'intermédiaire de son Ministre de l'Intérieur, Ousmane Ngom.
Après la signature de cet accord, la Casamance connaît une période de calme, troublée par quelques attaques sporadiques. Mais la santé de l'abbé Diamacoune se dégradant, des luttes de pouvoir au sein du MFDC apparaissent, des factions prenant les armes en avril 2006, provoquant la mort de dizaines de personnes.